# بوگاتویه (قزاقستان)
بوگاتویه (قزاقی: Богатое) یک منطقه مسکونی در قزاقستان است که در استان آتیرائو واقع شده‌است.